# Guerrobunus arganoi
Guerrobunus arganoi is een hooiwagen uit de familie Phalangodidae.